# Scopula luridata
Scopula luridata là một loài bướm đêm trong họ Geometridae.